# Cessna L-19

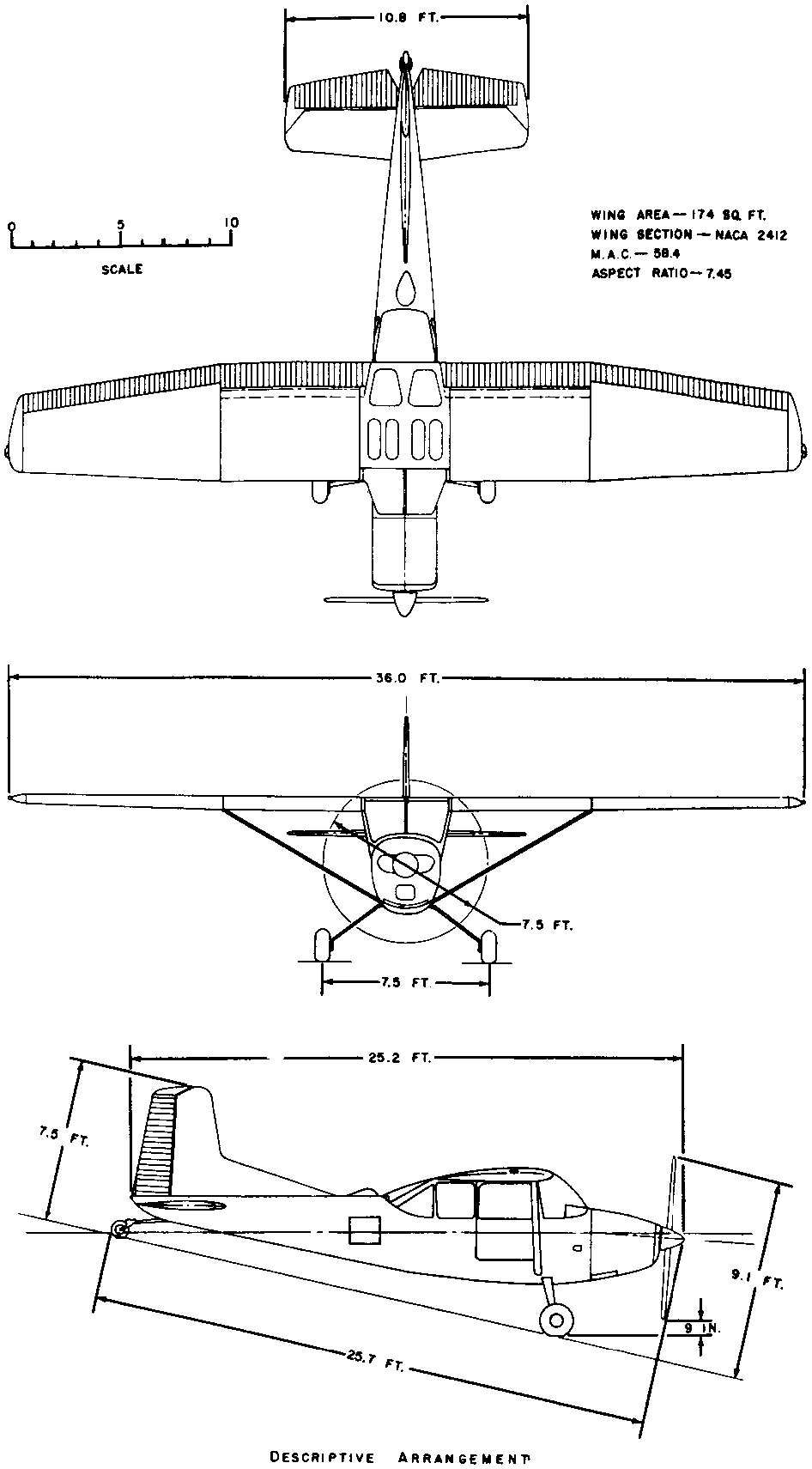
Cessna O-1C Bird Dog

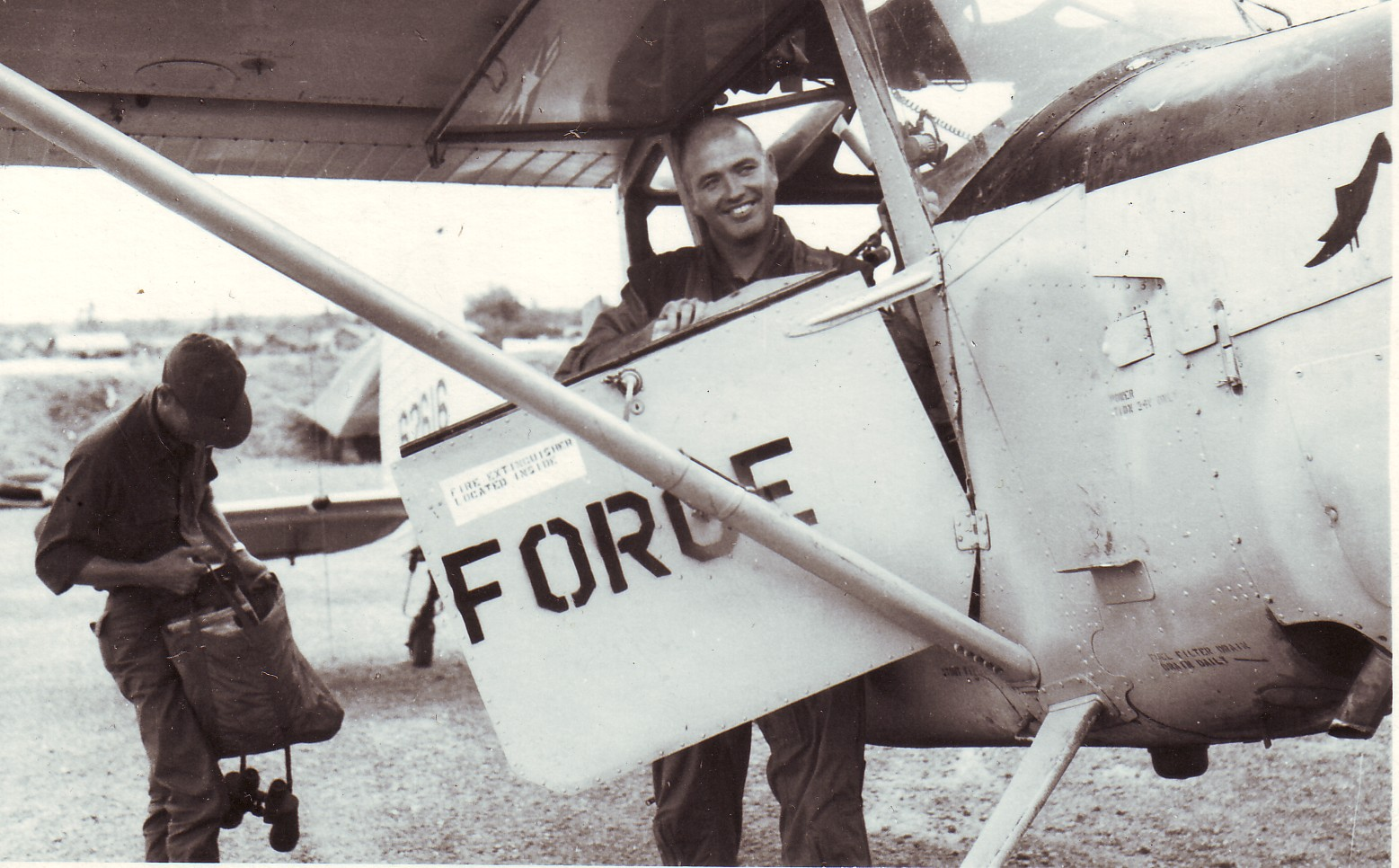
Cessna Bird Dog L-19

Le Cessna L-19/O-1 Bird Dog est un avion d'observation, de liaison et d'entraînement.

## Historique
Il a été créé par la Cessna Aircraft Company pour la force aérienne des États-Unis, son pays d'origine, et a effectué son premier vol en 1949.
Mis en service en 1951, il sera vendu jusqu'en 1974 aux États-Unis. Il sera produit en 3 431 exemplaires. Il sera premièrement utilisé par les Forces armées canadiennes de 1954 à 1973 et largement exporté à travers le monde. Le Bird Dog effectue plusieurs types de mission telles que des tâches de réglage d'artillerie, de contrôleur aérien avancé, de communication, et de formation de pilotes. Il sera utilisé durant deux guerres, guerre de Corée, ou il effectue ses premières missions d'observation pour l'US Army le 6 février 1951, et celle du Viêt Nam durant laquelle 469 appareils disparaîtront.
L'appareil a une envergure de 10,97 m, une longueur de 7,85 m, et une hauteur de 2,22 m. Il est équipé d'un moteur Continental 0-470-11 d'une puissance de 213 ch lui permettant d'atteindre la vitesse maximum de 209 km/h. Son poids est de 1 089 kg à pleine charge et 732 kg à vide. Conçu pour emporter deux personnes avec un peu de matériel, il pouvait aussi accueillir un brancard sur certaines versions. Le Cessna L-19 peut voler à l'altitude de 6 200 m et parcourir une distance de 853 km.
Plus tard, dans les années 1970, une société texane appelée Ector Aircraft, crée deux nouvelles versions « civilianized » ou civilisées, pour le tourisme :
- Mountaineer
- Super Mountaineer

## Nominations

### Noms
- L-19
- Cessna-305A
- OE-1 : devient O-1B pour la marine
- TL-19D : avion d'entrainement
- TO-1

### Surnom
Son surnom de « Bird Dog » (« Chien d’arrêt ») a été choisi lors d'un concours organisé parmi les employés de Cessna. Il fut sélectionné car le rôle du L-19 est similaire à celui d'un chien de chasse ; il devait d'abord trouver les positions ennemies et les signaler au commandement, le pilote survolait ensuite la zone, observant la précision des tirs d'artillerie et les ajustant par radio.

## Versions
- L-19A : Version initiale de production pour la United States Air Force, redésignée O-1A en 1962, 2 486 exemplaires.
- TL-19A : L-19A convertis pour l'entraînement en double commande, redésignée TO-1A en 1962.
- XL-19B : Prototype d'un L-19A remototisé avec un turbopropulseur Boeing XT-50-BO-1 de 210 ch, 1 exemplaire.
- XL-19C : Autre prototype d'un L-19A remotorisé avec un turbopropulseur Continental CAE XT51-T-1 de 210 ch, 2 exemplaires.
- TL-19D : Version d'entrainement aux instruments du L-19A, redésigné TO-1D en 1962, 310 exemplaires.
- L-19E : Version améliorée du L-19A avec de nouveaux équipements et un poids révisé, redésigné O-1E par la suite en 1962, 469 exemplaires.
- OE-1 : Version livrée à 60 exemplaires pour l'USMC, redésigné O-1B en 1962.
- OE-2 : Nouvelle version du OE-1 avec les ailes du Cessna 180 et certaines modifications apportées au fuselage, redésigné O-1C en 1962, 27 exemplaires.
- O-1D : Version pour l'exercice au contrôle aérien de la United States Air Force extrapolé du TO-1D par certaines modifications.

## Unités de combat aux États-Unis

### Unités de combats aériens
- 21st Avn Co Black Aces
- 73rd RAC Warriors
- 74th RAC Aloft
- 183rd RAC Seahorses
- 184th RAC Nonstop
- 185th RAC Pteradactyle
- 199th RAC Swamp Fox
- 203rd RAC Hawkeyes
- 219th AVN Co. Headhunters
- 220th AVN Co Catkillers
- 221st RAC Shotgun

### Unités TASS
- 19th TASS
- 20th TASS
- 21st TASS
- 22nd TASS
- 23rd TASS

### Unité d'observation
- Link 1 - Link 2 - Link 3
- O-1C Detachment of H&MS-16

### Unité Raven s
- Ravens